# 캔디스 댈리
캔디스 댈리(Candice Daly, 1963년 1월 4일 ~ 2004년 12월 14일)는 미국의 배우, 텔레비전 배우, 영화배우이다.
로스앤젤레스에서 태어났으며 로스앤젤레스에서 사망하였다.

## 영화
- 배반의 음모 (1996년) - 테레사 역
- 에로스의 빨간 하이힐 (1991년)
- 좀비 4 (1988년)
- 트윈 캅스 (1988년)
- 청춘 댄스 파트너 (1985년)
- 특수공작원 아이언맨 (1984년)
- 더 영 앤 더 레스트리스 (1973년)